# Буланово (Челябинская область)
Була́ново — село в Октябрьском районе Челябинской области России. Входит в состав Октябрьского сельского поселения.

## География
Село находится на востоке Челябинской области, в лесостепной зоне, на берегах озера Булановское, на расстоянии примерно 8 км (по прямой) к северо-западу от села Октябрьское, административного центра района. Абсолютная высота — 179 м над уровнем моря.

## Население
| 2002 | 2010 |
| ---- | ---- |
| 148  | ↘83  |

Гендерный состав
По данным Всероссийской переписи населения 2010 года в гендерной структуре населения мужчины составляли 43,4 %, женщины — соответственно 56,6 %.
Национальный состав
Согласно результатам переписи 2002 года, в национальной структуре населения русские составляли 80 %.

## Улицы
Уличная сеть села состоит из двух улиц (Заречная и Центральная).